# تان (زاکسونی)-آنهالت
تان (زاکسونی)-آنهالت (به آلمانی: Tanne) یک منطقهٔ مسکونی در آلمان است که در اوبرهارز آم بروکن واقع شده‌است. تان ۶۷۰ نفر جمعیت دارد.